# 김태형 (정치인)
김태형 (金泰亨, 1970년 12월 1일 ~ )은 대한민국의 정치인이다. 더불어민주당 이재명 대통령후보 교육특보와 국민소통위원회 상임부위원장을 지냈고 현재는 인본사회연구소 인본세상 편집장, 더불어민주당 교육연수원 부원장이다. 2024년 2월 7일에 강남갑 국회의원선거 더불어민주당의 공천을 받고 4월 선거를 앞두고 국회의원 후보자 활동을 시작하였다.

## 생애
1970년 서울 성북구(현 강북구 일대)에서 중등교사인 부모님의 1남 2녀 중 둘째로 태어났다. 강북구에서 초등학교 5년을 마친뒤 종로구로 이사하여 청운초등학교 , 청운중학교, 경복고등학교를 졸업하였다. 1989년 연세대 교육학과에 진학, 재학 중 육군 입대 후 상병으로 복무를 마쳤다. 이후 학업에 정진하여 1997년 연세대 교육학과 대학원에서 교육과정 전공으로 석사학위를 취득하였다. 그 이후, 미국 Ohio State University (오하이오 주립대)에서 교사교육 위주로 공부하였고, 2007년 박사학위를 받았다.
오하이오 주립대 시절 이수한 학점은 논문지도 학점을 제외하고 직접 강의실에서 취득한 순수 박사과정 학점만 100학점이 넘는다고 한다.

## 학력
- 경복고등학교 졸업
- 연세대학교 교육과학대학 교육학 학사
- 연세대학교 대학원 교육학 석사
- 오하이오 주립대학교 교육학 박사

## 경력
- 현) 더불어민주당 서울특별시당 강남구 갑 지역위원회 위원장
- 현) 더불어민주당 교육연수원 부원장
- 현) 더불어민주당 서울특별시당 전략기획위원장
- 현) 인본사회연구소 [인본세상] 편집장
- 전) 한국해양대학교 교직과 교수
- 전) 한국기업교육학회 이사
- 전) 대한민국대전환선거대책위원회 균형발전위원회 위원
- 전) 더불어민주당 국민소통위원회 상임부위원장
- 전) 더불어민주당 이재명 대통령 후보 교육특보
- 전) 더불어민주당 이재명 대통령 후보 부산선거대책위원회 교육분과 위원장

## 역대 선거 결과
| 실시년도 | 선거   | 대수 | 직책     | 선거구         | 정당         | 득표수   | 득표율          | 순위 | 당락 | 비고 |
| -------- | ------ | ---- | -------- | -------------- | ------------ | -------- | --------------- | ---- | ---- | ---- |
| 2024년   | 총선   | 22대 | 국회의원 | 서울 강남구 갑 | 더불어민주당 | 33,781표 | \| \| 35.81% \| | 2위  | 낙선 |      |
|          | 35.81% |      |          |                |              |          |                 |      |      |      |